# Muhammad Khan Junejo
Muhammad Khan Junejo (in urdu محمد خان جوڻیجو; 18 agosto 1932 – Islamabad, 16 marzo 1993) è stato un politico pakistano.

## Biografia
È stato il decimo primo ministro del Pakistan, in carica dal marzo 1985 al maggio 1988.
Nello stesso periodo ha ricoperto il ruolo di ministro della difesa, mentre dall'aprile al maggio 1985 è stato anche ministro dell'interno.